# Scarabaeus endroedyi
Scarabaeus endroedyi là một loài bọ cánh cứng trong họ Bọ hung (Scarabaeidae).